# Ary Leite
Aristides Leite Guimarães (Santo Antônio de Pádua, 11 de junho de 1931 — Rio de Janeiro, 2 de agosto de 1986) foi um ator e comediante brasileiro. Atuou em programas como Balança Mas Não Cai e Viva o Gordo, criou personagens célebres como Saraiva (revivido posteriormente por Francisco Milani e atualmente por Leandro Hassum) e o gaguinho. Ary Leite viveu grande parte da sua vida em Santo Antônio de Pádua (RJ) onde constituiu família. Nesta cidade exerceu várias atividades profissionais. Foi bancário, gerente do cinema local, radialista  tendo sido, inclusive, diretor da Rádio Princesinha da vizinha Miracema (RJ). Em Pádua criou companhia de teatro, apresentando periodicamente memoráveis peças dramáticas e comédias. Dono de bela voz também cantava nos shows. O inspirado "Hino a Pádua" de sua autoria, foi adotado pelo município de Santo Antônio de Pádua (RJ) e é entoado sempre nas solenidades oficiais da cidade. Morreu três meses após implantar sua terceira ponte de safena aos 56 anos de idade no Rio de Janeiro no ano de 1986, deixando viúva, quatro filhos e uma legião de amigos e admiradores em todo o Brasil, o ator era irmão de Carlos Leite também falecido.

## Filmografia[2]
- Vagabundos no Society (1962)[2]
- A Espiã que entrou Numa Fria (1967)
- Balança Mas Não Cai (1968, série de TV)
- Tô na Tua, Ô Bicho (1971)
- Deu á Louca no Show (1976, série de TV)
- Reapertura  (1981, série de TV)
- Os Três Palhaços e o Menino (1982)
- A Festa é Nossa (1983, série de TV)
- Um Sedutor Fora de Série (1983)
- Humor Livre (1984, série de TV)